# Clinotarsus
A Clinotarsus a kétéltűek (Amphibia) osztályába, valamint a békák (Anura) rendjébe és a valódi békafélék (Ranidae) családjába tartozó nem.

## Előfordulásuk
A nembe tartozó fajok Indiában, a Nyugati-Ghátoktól Bangladesig, és feltehetőleg Bhutánig valamint Nepálig, továbbá Délkelet-Ázsiában, Mianmarban és Thaiföldön honosak.

## Rendszerezés
A nembe az alábbi fajok tartoznak:
- Clinotarsus alticola (Boulenger, 1882)
- Clinotarsus curtipes (Jerdon, 1853)
- Clinotarsus penelope Grosjean, Bordoloi, Chuaynkern, Chakravarty & Ohler, 2015